# Laubegast

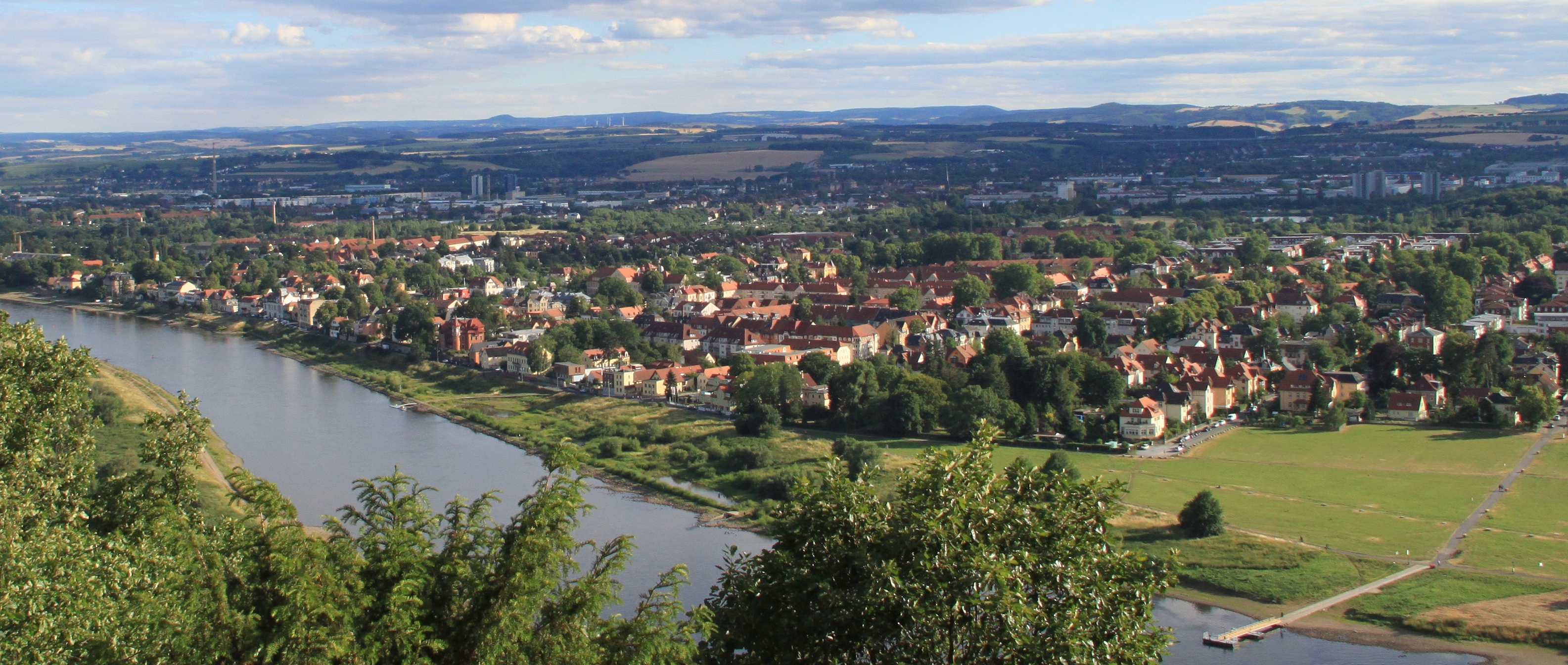
Blick von der Agneshöhe auf Laubegast

Laubegast ist ein Stadtteil von Dresden im Stadtbezirk Leuben. Der im Jahr 1408 erstmals urkundlich erwähnte Ort liegt am linken Ufer der Elbe und war zur damaligen Zeit ein Fischerdorf. Ende des 19. Jahrhunderts errichtete die Sächsisch-Böhmische Dampfschiffahrtsgesellschaft die Schiffswerft Laubegast. Wie in vielen anderen Stadt- und Ortsteilen Dresdens entlang der Elbe blieb nach der 1921 vollzogenen Eingemeindung in Laubegast der dörfliche und kleinstädtische Charakter erhalten. Laubegast liegt in der Kulturlandschaft Dresdner Elbtal und ist mit den Linien 4 und 6 der städtischen Straßenbahn sowie der Buslinie 86 an den ÖPNV angebunden; das Dresdner Stadtzentrum ist damit in einer halben Stunde erreichbar.

## Geschichte

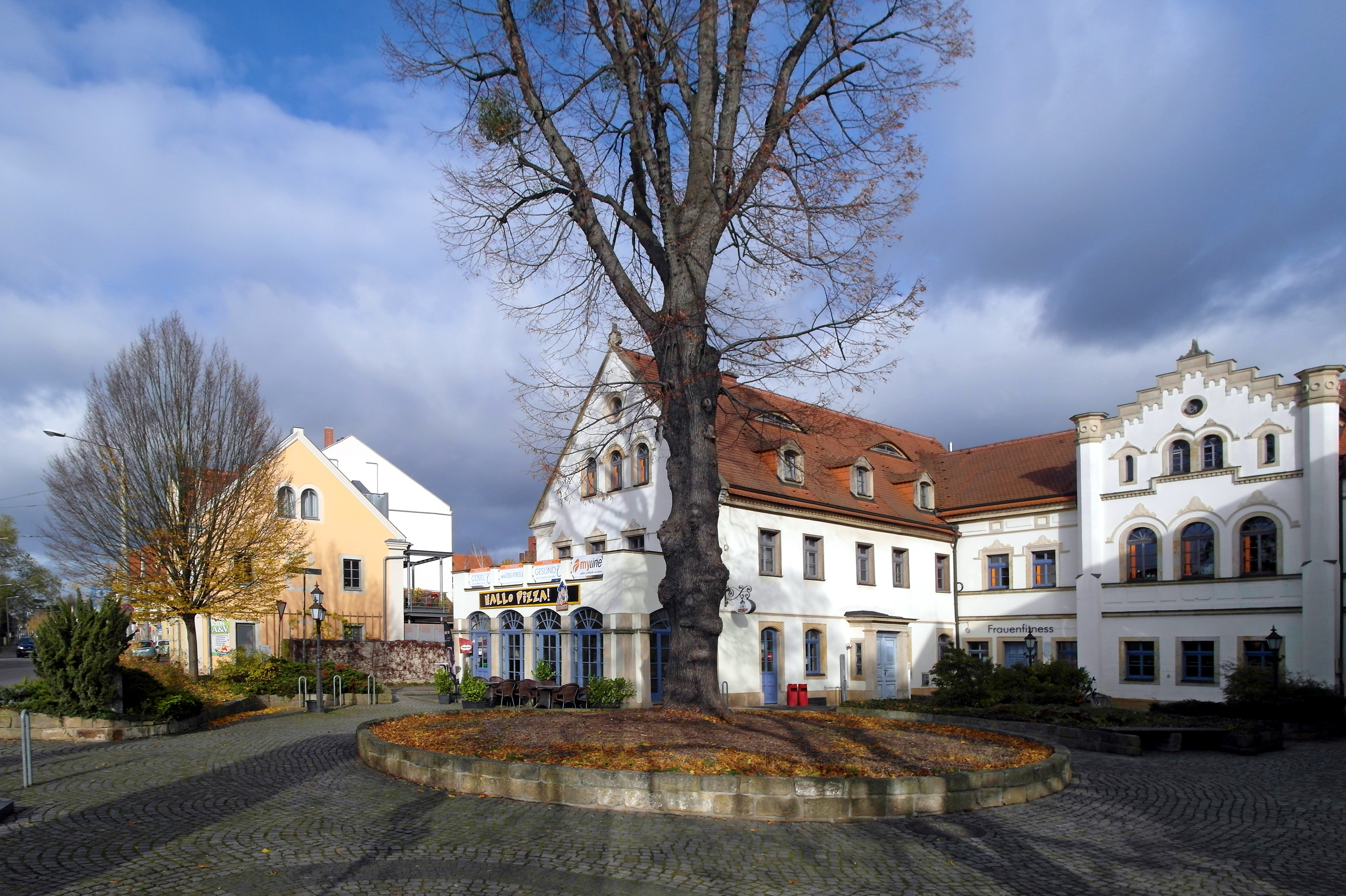
Herrenhaus Österreicher Straße 39. Links das ehemalige Rathaus Österreicher Str. 37

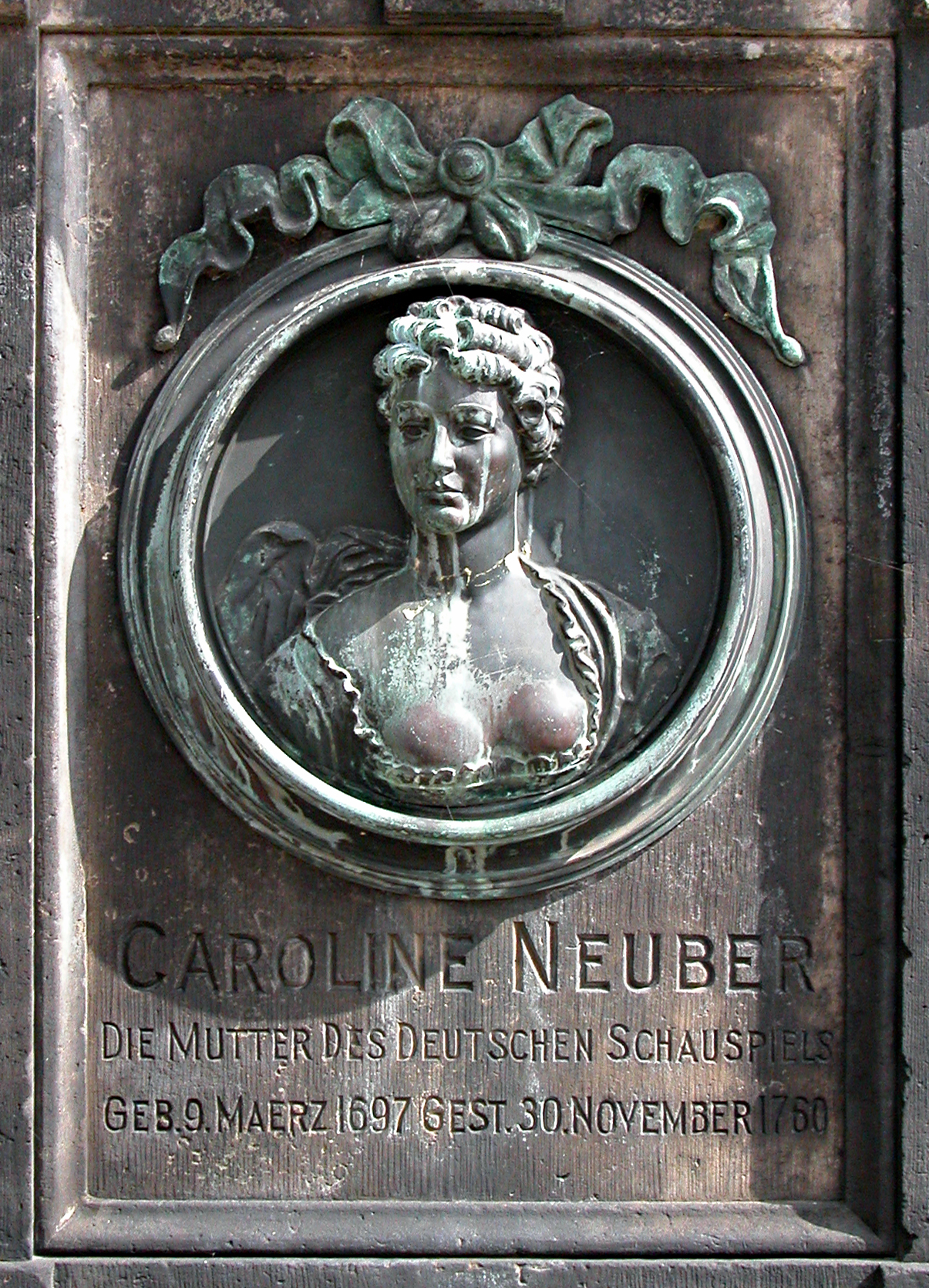
Caroline Neuber Denkmal

„Ich weiß ein Dörfchen klein und fein, gleich an der Elbe Strand, Voll Vogelsang und Sonnenschein, ein wahres Blumenland …“
So beginnt das Lied „Mein Laubegast“, dessen Text um 1900 von Max Bewer geschrieben und durch Otto Schmidt vertont wurde. 
Erst vor kurzer Zeit für die Öffentlichkeit neu entdeckt, wird das Lied bei Liederabenden und beim Laubegaster Inselfest zelebriert.
Im Jahr 1408 wird Laubegast – damals Lubegast – erstmals urkundlich erwähnt. Ein Fehre, der Fährmann, erscheint 1501 urkundlich, wobei man davon ausgehen kann, dass die Fähre bereits länger bestand. Eine Gierseilfähre ersetzte 1856 die Kahnfähre und erhielt bis 1969 die Verbindung zwischen den Ufern aufrecht. Danach übernahm die freifahrende Motorfähre Laubegast diese Aufgabe, bis 1992 der Betrieb trotz Protesten der Einwohner eingestellt wurde.
Die Bewohner des kleinen Örtchens verdienten vor allem als Bauern, Handwerker, Fischer, Schiffszieher, Strohflechter oder Zwirner ihr Brot. Laubegaster Zwirn genoss in ganz Sachsen einen guten Ruf und wurde auch auf der Leipziger Messe angeboten.
Die landschaftlich schöne Lage an der Elbe zog jedoch auch viele Stadtbewohner an, die ihr Vermögen nutzten, um ein Landgut zu bauen. Der katholische Bischof Ignaz Bernhard Mauermann hatte hier seinen Landsitz von 1824 bis 1841. Später errichtete der Chemnitzer „Lokomotiven-König“ Richard Hartmann auf dem Grundstück seine Residenz. Die Hartmannsche Villa ist heute eine Sehenswürdigkeit. Die Malereien im Haus werden der Werkstatt von Wilhelm Andreas Schaberschul zugeschrieben, die auch Raumdekorationen in der Semperoper ausführte. Vor dem Wiederaufbau der Oper studierten deshalb Restauratoren in der Laubegaster Villa Motive und Farbzusammensetzungen.
Ende des 19. Jahrhunderts siedelten sich große Gärtnereien in Laubegast an. Die bekanntesten Unternehmen waren die Gärtnerei Seidel und die Baumschule Poscharsky. Zu DDR-Zeiten existierten, neben dem VEG Saatgut Zierpflanzen Dresden, noch einige kleinere Gärtnereien. Nach der Wende wurden die meisten Gärtnereien geschlossen und deren Flächen bebaut.
Als erste Schule wurde 1836 das noch heute erhaltene und als Gaststätte Forsthaus genutzte Gebäude eingerichtet. Im Jahr 1863 entstand die zweite, 1883 die dritte Schule. Heute ist dort die 64. Oberschule untergebracht. Bekannteste Schülerin war Melli Beese, die erste Motorfliegerin Deutschlands. Als vierter Schulbau entstand Anfang der 1970er Jahre die 95. POS, welche ab 1985 den Namen Wladimir Iljitsch Lenin trug und heute die 95. Grundschule Caroline Neuber ist. 
Auf Drängen der zum Dresdner Villenvorort gewachsenen Gemeinde Blasewitz wurde die seit 1855 bestehende Schiffswerft 1897/98 verlegt, nachdem deren Gesellschaft 1895 in Laubegast ein passendes Grundstück gefunden hatte. Zu DDR-Zeiten verstaatlicht, kam sie nach 1989 erst in treuhänderischen, dann in Privatbesitz. Durch rückläufige Aufträge hatte das Unternehmen jedoch Finanzschwierigkeiten, sodass Anfang 2000 der Insolvenzantrag als letzter Ausweg blieb. Mitte der 2000er Jahre wurde durch Dresdner Investoren die Schiffswerft Laubegast AG gegründet, die sich auf die Reparatur von Binnenschiffen und den Neubau von Fähren spezialisiert hat.
Der Gastwirt Otto Engau ließ 1908 in Laubegast einen Bismarck-Ehrengarten anlegen, der überregionale Bekanntheit erlangte.
Liest man Berichte über Laubegast, kommt man an der Neuberin, „der Mutter der deutschen Schauspielkunst“, nicht vorbei. Caroline Neuber fiel auf „durch die besondere Anmut und Natürlichkeit ihres Spiels“. Sie legte Wert auf einen „geordneten Lebenswandel“ und Zielstrebigkeit und verhalf damit der Schauspielerzunft, die meist verachtet wurde, zu mehr Ansehen. Die Neuberin bemühte sich zusammen mit Johann Christoph Gottsched um eine „moralisch-deutsche Schaubühne“, die nicht nur der Unterhaltung, sondern auch der Erziehung dienen sollte. Am Ende ihres Lebens wohnte sie in Dresden, musste aber die Stadt nach Zerstörungen im Siebenjährigen Krieg verlassen. Sie flüchtete nach Laubegast und wurde so 1760 bis zu ihrem Tod knapp fünf Monate zur Laubegasterin. 1776 stifteten Verehrer ihrer Kunst ein Denkmal. Der 1852 erneuerte Gedenkstein ist bis heute erhalten.
Zum 1. April 1921 erfolgte die Eingemeindung nach Dresden und Laubegast entwickelte sich verstärkt zum Wohnort für Arbeiter und Angestellte. 
Zwischen 1971 und 1973 entstand im Westteil ein kleines Wohngebiet mit insgesamt 750 Wohneinheiten, das vorhandene Lücken schloss. Neben den 12 Wohnblöcken (Reichenhaller Str., Donathstraße, Hallstätter Straße, Salzburger Straße, Steirische Straße, Burgenlandstraße, Brünner Straße und Berchtesgadener Straße), Fünfgeschosser vom Typ IW 65, errichtete man eine Schule (95. POS, Typ Dresden Atrium), eine Kinderkombination (beide auf der Donathstraße), eine Konsum-Kaufhalle (Brünner Straße) und ein Heizhaus (Donathstraße). Das Heizhaus diente nur zur Beheizung der öffentlichen Gebäude, die Wohnblöcke wurden bis etwa 1995 per Ofenfeuerung beheizt. Ab 1992 entstand zwischen Salzburger Straße und Tauernstraße auf dem Gelände des ehemaligen VEG Saatzucht Zierpflanzen Dresden der Wohnpark Solitude. 1994 wurde an der neu angelegten Melli-Beese-Straße mit dem Bau des Wohnparks Lindenpark begonnen. 
Die Gründung einer eigenen Kirchgemeinde erfolgte in den 1990er Jahren, bis dato war man Teil der Himmelfahrtskirche in Leuben.

## Gegenwart
Beim Elbhochwasser im August 2002 wurden große Teile des Stadtteils überschwemmt. Da die Elbe einen alten Flussarm überflutete, war Laubegast vom Rest Dresdens vollständig abgeschnitten und nur noch per Boot erreichbar. Seitdem arbeitete man an Planungen für den Hochwasserschutz des Stadtteils. Im Gedenken an die Flut und die Helfer feiert Laubegast jeden Sommer im August das Inselfest.

## Persönlichkeiten
- Melli Beese (1886–1925), erste deutsche Pilotin
- Friedrich Beyerlein (1899–1950), Kriminalsekretär und Mitglied der Gestapo in Dresden und Krakau
- Gisela von Collande (1915–1960), Theater- und Filmschauspielerin
- Otto Engau (1848–1925), Erschaffer des Bismarck-Ehrengartens (Ehrenhain)
- Otto Flössel (1891–1964), Lehrer und Heimatschriftsteller
- Wieland Förster (* 1930), Schriftsteller und bildender Künstler
- Marie Hankel (1844–1929), erste Esperanto-Dichterin
- Gustav Hartmann (1842–1910), Direktor der Dresdner Bank seit 1896, Sohn von Richard Hartmann
- Richard Hartmann (1809–1878), Lokomotiv-Fabrikant
- Alfred Hesse (1904–1988), Maler, Grafiker und Wandgestalter
- Alexander Köhler (1844–1899), Buchhändler
- Hermann Krone (1827–1916), Fotograf
- Friedrich von Luxburg (1829–1905), Regierungspräsident von Unterfranken
- Caroline Neuber (1697–1760), Mutter der Schauspielkunst
- Johann Friedrich Schelcher (1762–1813), Maler und Kupferstecher
- Rudolf Zwintscher (1871–1946), Komponist, Pianist und Musikpädagoge

## Sonstiges
Bei einer repräsentativen Stadtteilumfrage im Jahr 2008, an der sich 11.129 Dresdner beteiligten, schnitt Laubegast hinsichtlich der „gefühlten Lebensqualität“ am besten ab. 61 Prozent der Bewohner des Stadtteils bewerteten die Qualität ihrer Wohngegend mit der Note 1, so viel wie in keinem anderen Dresdner Stadtteil.